# Перрі Тауншип (округ Армстронг, Пенсільванія)
Перрі Тауншип (англ. Perry Township) — селище (англ. township) в США, в окрузі Армстронг штату Пенсільванія. Населення — 373 особи (2020).

## Демографія
Згідно з переписом 2010 року, у селищі мешкали 352 особи в 138 домогосподарствах у складі 108 родин. Було 277 помешкань
Расовий склад населення:
| - 97,2 % — білих - 2,3 % — чорних або афроамериканців |

До двох чи більше рас належало 0,6 %. Частка іспаномовних становила 0,0 % від усіх жителів.
За віковим діапазоном населення розподілялося таким чином: 20,5 % — особи молодші 18 років, 59,9 % — особи у віці 18—64 років, 19,6 % — особи у віці 65 років та старші. Медіана віку мешканця становила 48,4 року. На 100 осіб жіночої статі у селищі припадало 109,5 чоловіків;  на 100 жінок у віці від 18 років та старших — 113,7 чоловіків також старших 18 років.
Середній дохід на одне домашнє господарство  становив 68 232 долари США (медіана — 60 441), а середній дохід на одну сім'ю — 71 836 доларів (медіана — 60 875). За межею бідності перебувало 9,2 % осіб, у тому числі 14,0 % дітей у віці до 18 років та 4,7 % осіб у віці 65 років та старших.
Цивільне працевлаштоване населення становило 135 осіб. Основні галузі зайнятості: будівництво — 23,0 %, освіта, охорона здоров'я та соціальна допомога — 20,7 %, виробництво — 11,9 %, роздрібна торгівля — 10,4 %.